# Botniahalvøya
Botniahalvøya is een schiereiland op het eiland Nordaustlandet, dat deel uitmaakt van de Noorse eilandengroep Spitsbergen. Het schiereiland is onderdeel van Gustav-V-land en zit aan de rest van dit land vast aan de zuidoostzijde van het schiereiland.
Het schiereiland wordt aan de noordoostzijde begrensd door het fjord Brennevinsfjorden en aan de zuidwestzijde door het fjord Lady Franklinfjorden.
Het schiereiland is vernoemd naar de Botnische Golf.